# Caserío Egoskozabal
El caserío Egoskozabal está situado en las inmediaciones del casco urbano de Belaunza (Guipúzcoa, España), en la carretera del cementerio.
Es edificio exento de planta rectangular con cubierta a tres aguas, que en alzado consta de planta baja, primera y desván. Se apareja en mampostería que conserva restos de enlucido, y sillares de caliza gris en esquinales y recercos de los vanos. En el interior la estructura es de madera con pilares que apoyan sobre el terreno o basas piramidales de piedras.
En fachada principal presenta cuatro vanos por planta y acceso principal adintelado con ménsulas redondeadas e inscripción en la que se cita el año «154...», posiblemente alusiva a la fecha de construcción de la edificación. Las ventanas se decoran con repisas de piedra moldurada que conforman los vierteaguas.
En lateral derecho se abre acceso adintelado con ménsulas semejante al de la fachada principal. La fachada trasera es ciega con huecos alargados a manera de saeteras, y destaca un ventanuco de la planta baja con la parte superior en forma de arco de medio punto.